# Lil Tjay
Tione Jayden Merritt (New York City, New York, 30. travnja 2001.), poznatiji pod umjetničkim imenom Lil Tjay, američki je reper, pjevač i tekstopisac iz Bronxa.
U 2018. potpisao je ugovor s Columbia Recordsom. Debitantski studijski album True 2 Myself, objavio je 2019. Sljedeće godine objavio je svoj debitantski miksani album State of Emergency koji uključuje samo ostale drill umjetnike iz New Yorka. True 2 Myself debitirao je na 5. mjestu Billboard 200 ljestvice, što je bilo njegovo prvo izdanje na ljestvici. Njegov drugi studijski album, Destined 2 Win, objavljen je 2021. godine i uključivao je singl "Calling My Phone" u suradnji s 6lackom, njegovu najuspješniju pjesmu do sada.

## Glazbeni stil
Pod utjecajem svog odrastanja u Bronxu, Lil Tjay je melodičan reper koji koristi auto-tune u svojim pjesmama, tako je uspoređen s također njujorškim reperom A-Boogie wit da Hoodijem. U intervjuu za Rolling Stone, izjavio je da su njegovi najveći glazbeni utjecaji Drake, Meek Mill i Usher. U istom intervjuu, opisao je svoju glazbu kao melodičan zvuk kada repa ili pjeva o svojim prošlim borbama, dok svoj glazbeni uspjeh pripisuje jednoj godini provedenoj u zatvoru, gdje je, kako tvrdi, njegova vještina pisanja pjesama dostigla vrhunac. U Pitchforkovom istaknutom članku, on se spominje kao "hip-hop srcelomac". Kasnije u intervjuu, objasnio je da ga često nazivaju "Bronx Bieber" zbog toga što je uzorkovao singl Justina Biebera - "Baby".

## Pucnjava u 2022.; hitna hospitalizacija
Dana 22. lipnja 2022., Merritt je upucan više puta tijekom pokušaja pljačke u Edgewateru u New Jerseyju te je odmah bio podvrgnut hitnoj operaciji. Druga žrtva, 22-godišnji Antoine Boyd, Merrittov prijatelj i suradnik, upucan je u leđa i očekuje se da će preživjeti. U međuvremenu, pucač je također pogođen u pucnjavi, te je uspio pobjeći s mjesta događaja uz pomoć neidentificiranog suurotnika. Općinsko tužiteljstvo izvijestilo je da pucnjava nije bila slučajna, a da je jedna žrtva napredovala iz kritičnog u stabilno stanje, dok je druga bila u dobrom stanju.
Kasnije tog dana, policija je uhitila 27-godišnjeg Mohameda Konatea, koji je optužen za tri točke optužnice zbog pokušaja ubojstva prvog stupnja, tri točke optužnice za oružanu pljačku prvog stupnja i višestruko kazneno djelo s oružjem. Jeffery Valdez, koji je bio s Merrittom, ali nije ozlijeđen, te Antoine Boyd, optuženi su za protuzakonito posjedovanje oružja drugog stupnja, no optužbe su kasnije odbačene. Merritt nije bio optužen.
23. lipnja 2022. objavljeno je da je Merritt još uvijek bio bez svijesti nakon pucnjave.
Nekoliko dana poslije nedostatka bilo kakvih novijih informacija o Merrittovom stanju, počele su se javljati glasine da je paraliziran ili da je u komi. Međutim, više izvora je kasnije opovrgnulo ove glasine, zbog vijesti koja je izašla 1. srpnja, a u njoj se navodi da je on još uvijek hospitaliziran, ali da je "budan i govori".
Dana 24. kolovoza 2022., Merrit je prenio ažurirani videozapis na svoje račune na društvenim mrežama. U videu izjavljuje kako se osjeća bolje i kako će se "vratiti jači no ikad" dok nosi steznik za vrat. Dva dana poslije izbacuje singl pod nazivom "Beat the Odds", u kojoj opisuje svoje iskustvo pucnjave, oporavka i promjeni svog života nakon nje. Pjesma je dospjela na 36. mjesto Billboardove Hot 100 ljestvice, a na 12. mjesto Hip-hop/R&B hitova.

## Diskografija

### Studijski albumi
- True 2 Myself (2019.)
- Destined 2 Win (2021.)